# Acontias albigularis
Acontias albigularis — вид сцинкоподібних ящірок родини сцинкових (Scincidae). Ендемік Південно-Африканської Республіки. Описаний у 2018 році.

## Поширення і екологія
Acontias albigularis мешкають в Драконових горах на території провінції Мпумаланга, де спостерігалися в районі перевалу Лонг-Том. Вони живуть на високогірних луках під великими пласкими скелями. Зустрічаються на висоті від 2149 до 2530 м над рівнем моря.